# Székely Arnold
Székely Arnold, született Schönwald (Budapest, 1874. november 6. – Montréal, 1958. szeptember 24.) zongoraművész, pedagógus.

## Élete, munkássága
Schönwald Bernát és Hirsch Janka gyermekeként született. Eredetileg jogi pályára készült, de 1898-ban a Zeneakadémia növendéke lett. Thomán Istvánnál tanult zongorát, majd utolsó évesként még a zongoratanárképzőt is elvégezte Chován Kálmánnál. Végzett zongoraművészként Berlinben Ferruccio Busoni keze alatt tökéletesítette tudását. 1905-ben hazatért, és 1907-től a Zeneakadémia tanára, majd 1920-tól 1939-ig a zongoratanárképző vezetője lett. Zongoristaként itthon és külföldön is több sikeres koncertet tartott. 1939-ben, hatvanöt éves korában nyugdíjazták, ám ezután is dolgozott: a Fodor Zeneiskola tanára volt. 1948-ban Párizsban tartott zenepedagógiai előadást. 1951-ben Kanadában telepedett le, és ott is tanított, sőt, – idős kora ellenére – még előadóművészként is fellépett.
Székely Arnold kiváló zenepedagógus volt. Tóth Aladár így írt róla nyugdíjba vonulásakor: „Kimagasló pedagógiai értékkel lett szegényebb Zeneművészeti Főiskolánk, […] Thomán István tanterméből került a hangversenydobogóra, majd a tanári székbe. De nemcsak méltó növendéke volt a magyar zongoratanítás nagymesterének, hanem szellemben és stílusban egyaránt legigazabb utóda is […] Thomán Istvánt leszámítva, nem ismerünk zongorapedagógust, aki olyan csalhatatlan éleslátással ismeri fel már bimbójában a tehetséget, annak mennyiségét, minőségét, fajsúlyát, mint Székely Arnold.” Számos híressé vált tanítványa volt: Doráti Antal, Farnadi Edit, Fischer Annie, Földes Andor, Kadosa Pál, Kentner Lajos, Kósa György, Rév Lívia, Solti György.